# فيجاي ميلتون
فيجاي ميلتون (بالإنجليزية: Vijay Milton)‏ هو مصور سينمائي ومخرج هندي، ولد في يناير 1971.

## وصلات خارجية
- فيجاي ميلتون على موقع IMDb (الإنجليزية)
- فيجاي ميلتون على موقع أول موفي (الإنجليزية)
- فيجاي ميلتون على موقع كينوبويسك (الروسية)